# Băng vệ sinh

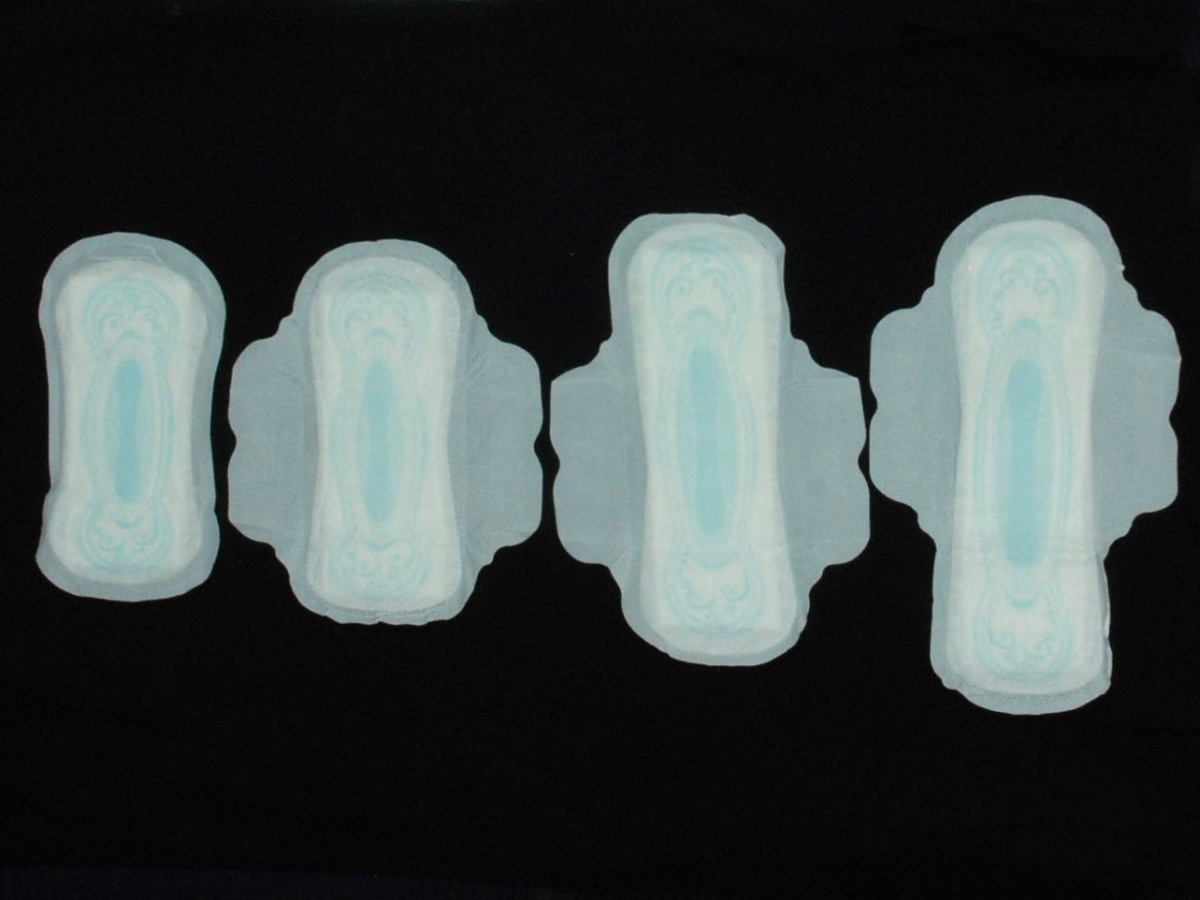
Băng vệ sinh - các kích cỡ khác nhau.

Băng vệ sinh (tiếng Anh: sanitary napkin) là miếng lót thấm hút dành cho nữ giới đang trong kỳ kinh nguyệt, sau khi vừa thực hiện ca phẫu thuật âm đạo, sau khi sinh nở hay sau khi phá thai, hoặc trong bất kỳ tình huống nào khác mà cần phải thấm hút bất kì chất lỏng hoặc máu chảy ra từ âm đạo.
Miếng lót băng vệ sinh không nên nhầm lẫn với miếng lót không thấm nước với độ thấm hút cao hơn dùng cho những người bị chứng tiểu tiện không kiểm soát (cả nam lẫn nữ) hay bị căng thẳng không kiểm soát. Băng vệ sinh cũng có thể được một số người sử dụng cho mục đích này.

## Lịch sử
Qua các thời đại, phụ nữ đã sử dụng các hình thức khác nhau để thấm hút máu trong kỳ kinh nguyệt.
Loại hình băng vệ sinh được nhắc đến sớm nhất vào thế kỷ thứ 10 trong Suda, một bộ bách khoa toàn thư lớn của Đế quốc Đông La Mã thế kỷ 10 về thế giới Địa Trung Hải cổ đại, có nhắc đến nữ học giả Hypatia thành Alexandria, người đã sống vào thế kỷ thứ 4 sau Công nguyên, được cho là đã ném một những miếng giẻ dùng để thấm máu vào một anh chàng theo đuổi mình trong một nỗ lực để làm nản lòng anh ta.
Phụ nữ thường sử dụng các dải vải cũ gấp lại (có thể là tấm giẻ cũ) để thấm hút máu trong kỳ kinh nguyệt của họ, đó là lý do tại sao cụm từ "on the rag" trong tiếng Anh, tạm dịch là "ở bên trên tấm giẻ", là một từ lóng để chỉ kỳ kinh nguyệt. Cụm từ này có thể bắt nguồn từ khoảng cuối thế kỷ 19. Khi một người phụ nữ đang trong chu kỳ, đồng nghĩa cô ấy đang "ở trên tấm giẻ" (on the rag) hoặc "cưỡi trên tấm giẻ" (riding the rag), các cụm từ mô tả theo nghĩa đen về cách mà hầu hết phụ nữ cho đến thời điểm đó quản lý chu kỳ kinh nguyệt của họ.
Ý tưởng về miếng băng vệ sinh dùng một lần phát triển từ một phát minh của Benjamin Franklin nhằm giúp các binh sĩ bị thương cầm máu, nhưng xuất hiện mang tính thương mại hóa đầu tiên khoảng năm 1888 với miếng lót thương hiệu Southall.
Tã dùng một lần mang tính thương mại xuất hiện đầu tiên ở Mỹ là Lister's Towels được sản xuất bởi Johnson & Johnson năm 1888. Những miếng lót dùng một lần bắt đầu với việc các y tá sử dung các dải băng làm từ bột gỗ để thấm máu trong kỳ kinh, tạo ra một miếng lót được làm từ các vật liệu có thể tìm được dễ dàng và không tốn kém để vứt đi sau khi sử dụng.
Quảng cáo đầu tiên của hãng Kotex về các sản phẩm được làm bằng bột gỗ này (Cellucotton) xuất hiện vào năm 1888. Một số hãng sản xuất miếng lót dùng một lần đầu tiên trên thế giới cũng là những hãng sản xuất băng cứu thương, có thể đưa ra chỉ dẫn về các sản phẩm này là như thế nào. Cho đến khi băng vệ sinh dùng 1 lần được sáng tạo ra, các miếng lót tái sử dụng hoặc miếng vải được sử dụng rộng rãi để thấm hút máu kinh nguyệt. Phụ nữ thường sử dụng nhiều miếng lót kinh nguyệt tự làm từ nhiều chất liệu vải khác nhau để dùng trong chu kỳ kinh.
Thậm chí khi miếng lót vệ sinh dùng một lần đã có mặt trên thị trường, trong nhiều năm giá của nó vẫn quá đắt đối với nhiều phụ nữ. Khi phụ nữ có đủ khả năng chi trả, họ có thể cho tiền vào trong một cái hộp để có thể chọn một hộp băng Kotex ở quầy tính tiền mà không phải nói trực tiếp nhân viên thu ngân. Phải mất vài năm để băng vệ sinh dùng một lần trở nên phổ biến. Tuy nhiên, hiện giờ sản phẩm được sử dụng gần như độc quyền ở hầu hết các nước công nghiệp hóa trên thế giới.
Những miếng lót dùng một lần đầu tiên nói chung có dạng hình chữ nhật làm từ sợi bông gòn hoặc loại sợi tương tự được phủ một lớp thấm hút. Những phần đầu và đuôi lớp lót được mở rộng về phía trước và sau để phù hợp qua phần vòng đai đặc biệt hoặc các dây buộc dưới đáy quần lót. Thiết kế này khét tiếng về việc miếng băng có thể trượt cả về phía sau hoặc phía trước vị trí dự định ban đầu. Sau đó người ta nghĩ ra việc thêm một dải băng keo dính nằm ở giữa miếng băng vệ sinh để dán vào đáy quần lót và điều này đã trở thành một phương pháp được ưa chuộng với phụ nữ. Miếng lót kinh nguyệt buộc dây nhanh chóng biến mất vào đầu những năm 1980.
Thiết kế gọn nhẹ và vật liệu sử dụng để làm miếng đệm cũng thay đổi qua các năm 1980 đến ngày hôm nay. Với các chất liệu trước đó không có khả năng thấm hút hiệu quả và những miếng lót trước đó dày tới 2 cm, những kẽ hở đó là một vấn đề lớn.
Vài biến thể được giới thiệu như may chần lớp lót, thêm vào các miếng dán hai bên được gọi là "cánh" và giảm độ dày của miếng lót bằng cách sử dụng các sản phẩm như sphagnum và gel superabsorbent polyacrylate có nguồn gốc từ dầu mỏ. Các vật liệu được sử dụng để sản xuất hầu hết các miếng lót có nguồn gốc từ ngành công nghiệp dầu khí và lâm nghiệp. Các lõi thấm hút được làm từ bột giấy được tẩy trắng bằng chlorine có thể được cắt giảm để để tạo ra các sản phẩm mỏng hơn với việc bổ sung gel polyacrylate hút chất lỏng nhanh chóng và giữ nó trong một thể vẩn dưới áp suất. Các nguyên liệu còn lại chủ yếu xuất phát từ ngành công nghiệp dầu khí, giấy phủ ngoài sử dụng polypropylene không dệt, với màng ngăn chống tràn làm từ màng phim polyethylene.

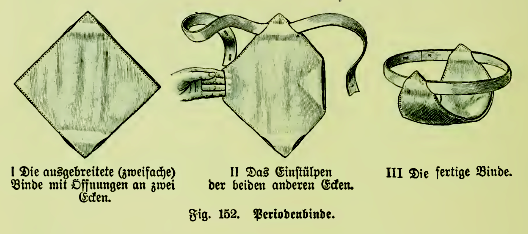
Hướng dẫn sử dụng băng vệ sinh vải

Những miếng lót kinh nguyệt bằng vải đã trở lại vào khoảng những năm 1970, do sự phổ biến của chúng ngày càng tăng trong những năm cuối thập niên 80 và đầu những năm 90. Lý do phụ nữ chọn để chuyển sang băng vệ sinh bằng vải liên quan đến sự thoải mái, tiết kiệm thời gian,  thân thiện với môi trường và lý do sức khỏe.
Ngày nay có nhiều kiểu băng vệ sinh vải trên thị trường, bao gồm các loại như pantyliners tới các loại miếng lót ban đêm. Các loại miếng lót bằng vải phổ biến gồm tất cả trong một hoặc miếng lót AIO, với lớp thấp hút được khâu bên trong miếng lót, các miếng lót kiểu 'thêm vào bên trên' với lớp thấm hút có thể được bảo đảm ở phía trên miếng lót khi cần, các miếng lót kiểu phong bì hoặc bỏ túi có lớp thấm hút có thể thêm vào bên trong miếng lót khi cần hoặc kiểu có thể gập lại trong đó miếng lót bao quanh các lớp thấm hút. Các miếng lót bằng vải có thể có lớp lót chống nước, đem lại sự bảo vệ chống tràn cao hơn nhưng cũng có thể giảm sự thông thoáng.
Ở các nước kém phát triển, miếng lót tái sử dụng hoặc tạm thời vẫn được sử dụng để thấm hút máu kinh nguyệt. Vải vụn, đất, và bùn cũng báo cáo là được sử dụng trong kỳ kinh nguyệt.
Để đáp ứng nhu cầu trong việc đạt được một giải pháp không tốn kém để giải quyết các thói quen mất vệ sinh tại các quốc gia như Ấn Độ, Arunachalam Muruganantham từ nông thôn Coimbatore ở bang phía nam Tamil Nadu, Ấn Độ đã phát triển và cấp bằng sáng chế chiếc máy có thể sản xuất tấm lót vệ sinh với chi phí rẻ hơn 1/3.

## Tổng quan

Các thành phần để sản xuất một miếng băng vệ sinh
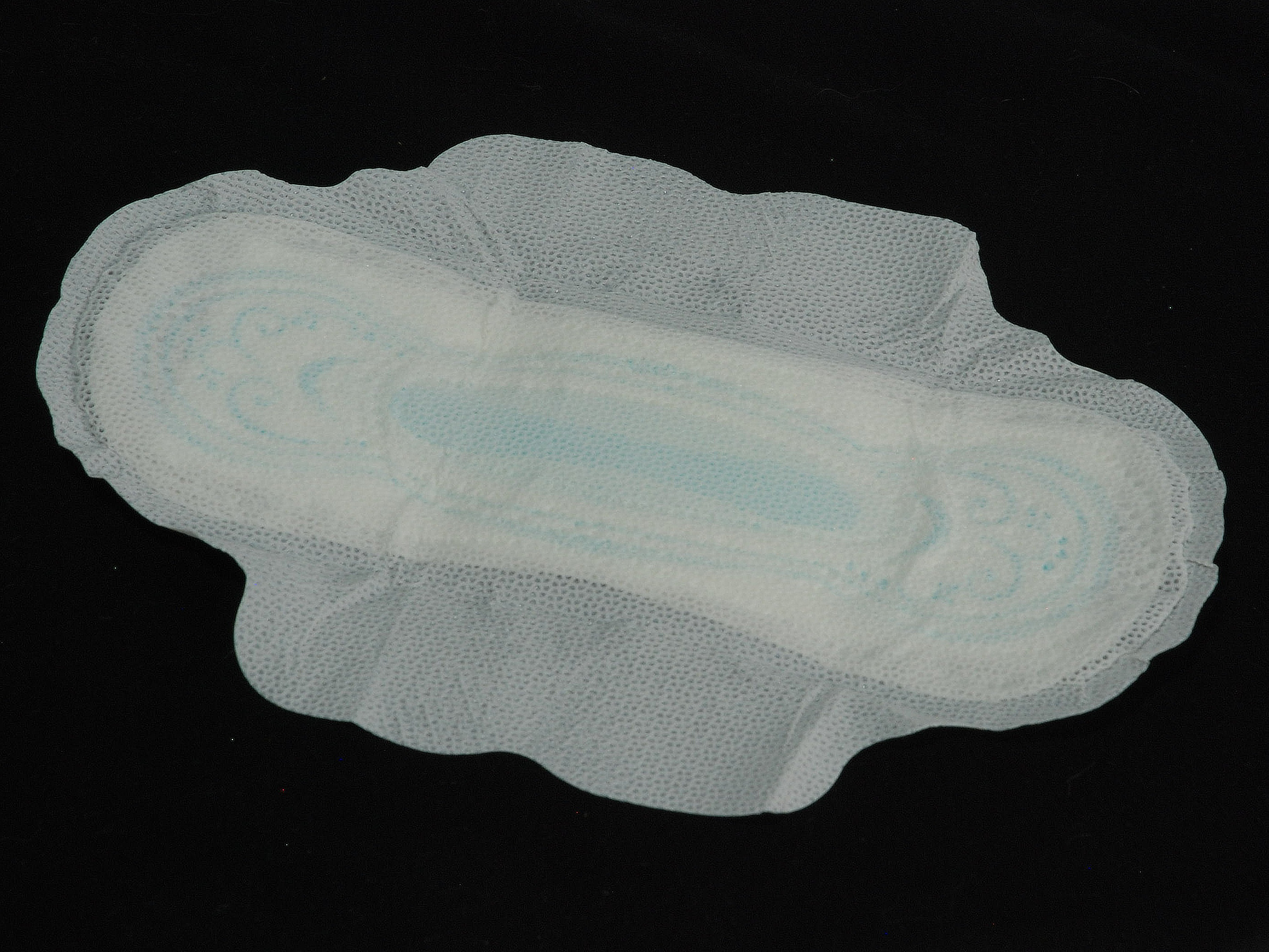
Băng vệ sinh được sản xuất công nghiệp ngày nay
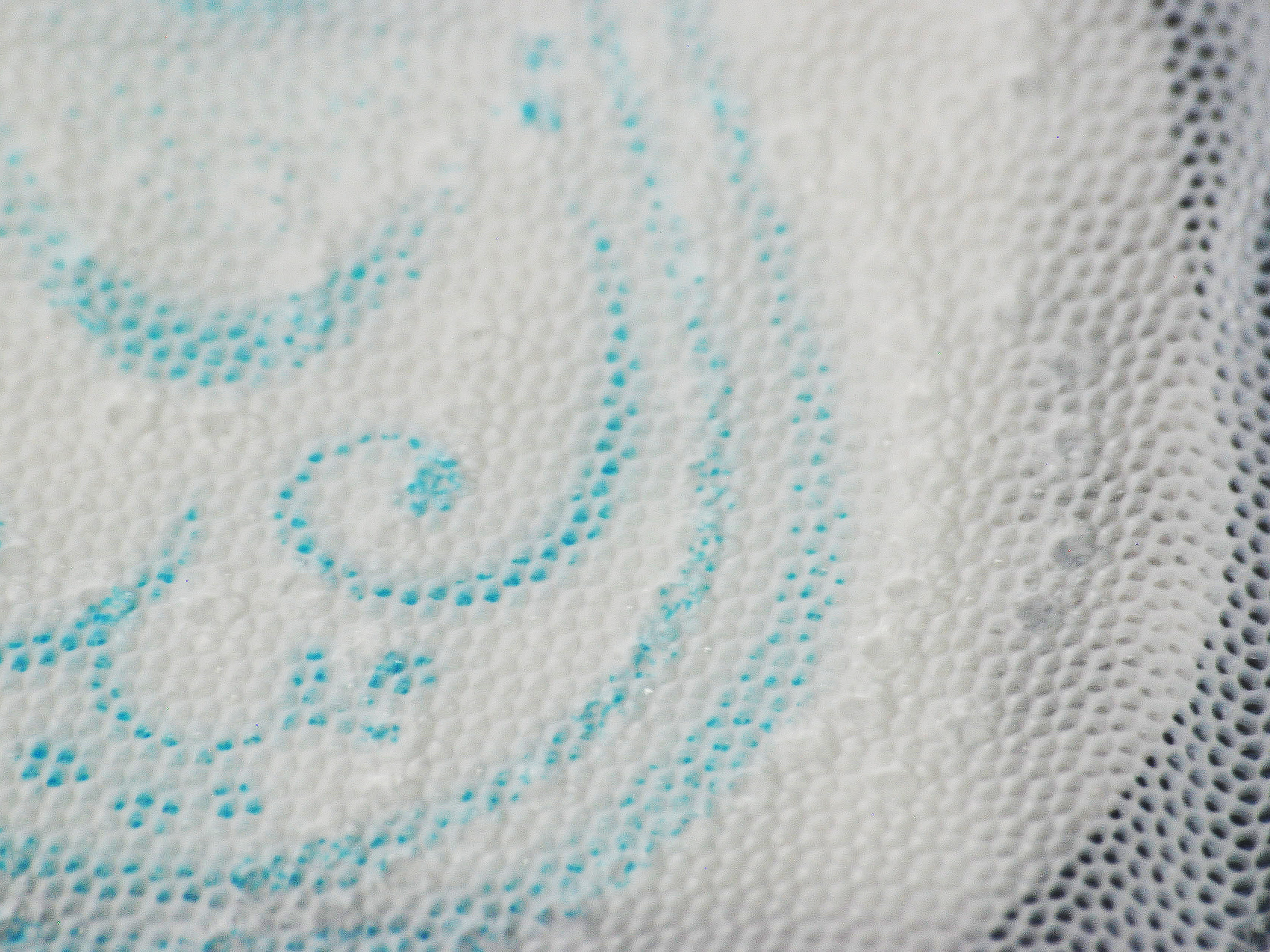
Bề mặt miếng băng vệ sinh
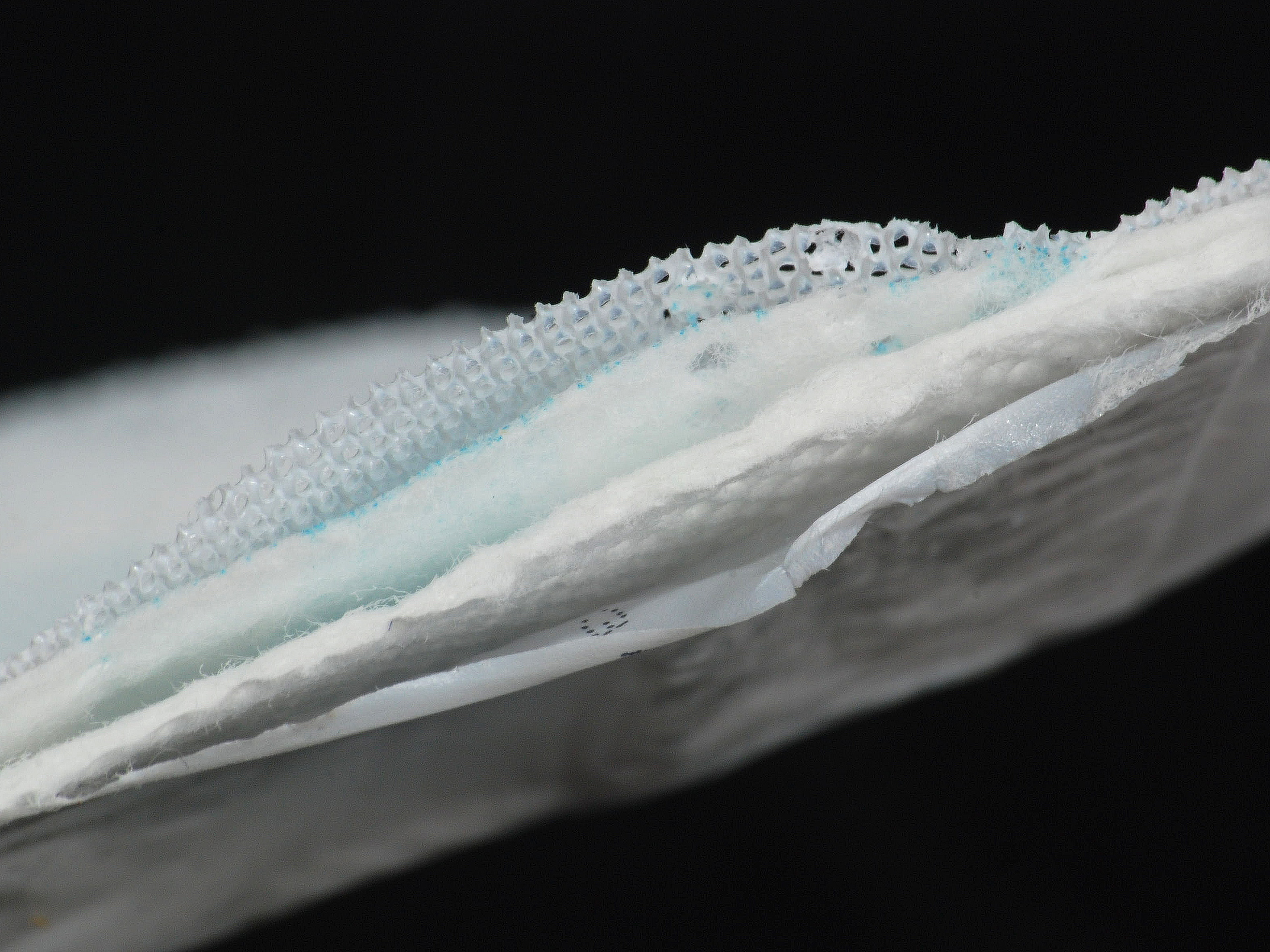
Mặt cắt bề mặt

Một miếng băng vệ sinh được dùng để trợ giúp trong chu kỳ kinh của phụ nữ để thấm hút máu kinh. Nó được dùng bên ngoài, đặt dưới đáy quần lót của phụ nữ tiếp xúc với âm hộ, không giống như tampon và cốc nguyệt san được đưa vào bên trong âm đạo. Nếu một phụ nữ không có miếng băng vệ sinh trong tay khi kinh nguyệt đến, có thể sử dụng giấy vệ sinh làm vật thấm hút tạm thời.
Băng vệ sinh được làm từ nhiều chất liệu, khác nhau tùy thuộc vào kiểu dáng, quốc gia xuất xứ và thương hiệu. Các nhãn hiệu tại Mỹ bao gồm Kotex, Always, Lil-lets, Equate và Stayfree. Các miếng lót vệ sinh, đặc biệt những loại dùng lại được có thể được nhìn thấy trên máy quét an ninh toàn thân.

### So sánh
Băng vệ sinh là một trong những hình thức vệ sinh phụ nữ sớm nhất và vẫn được sử dụng rộng rãi cho đến ngày nay. Được cung cấp ở các độ dài và mức độ hấp thụ khác nhau, băng vệ sinh thường được phụ nữ ưa thích vào những ngày dòng chảy nhẹ hoặc khi chúng có thể xuất hiện giữa các thời kỳ. Một số phụ nữ kết hợp một tampon với một miếng băng vệ sinh để bảo vệ thêm. Những nhược điểm liên quan đến băng vệ sinh là một số phụ nữ cảm thấy sản phẩm không thoải mái hoặc thấy rằng nó không phù hợp với một số loại hoạt động thể chất.
Trong một nghiên cứu đánh giá việc sử dụng tampon cũng như băng vệ sinh của phụ nữ, nhà nghiên cứu nhận thấy rằng trong khi hầu hết phụ nữ châu Âu sử dụng tampon, phụ nữ dưới 41 tuổi có khả năng sử dụng chúng nhiều hơn. Cô cũng nhận thấy rằng ngay cả những người sử dụng tampon vẫn dùng kết hợp miếng lót và khoảng một phần tư phụ nữ trong giai đoạn tiền mãn kinh (tuổi từ 48 đến 54) sử dụng tampon kèm/ hoặc chỉ dùng băng vệ sinh vào giữa các chu kỳ của họ.
Một số phụ nữ thích cốc nguyệt san vì là sản phẩm thay thế có thể đảm bảo không bị rò rỉ, an toàn đến 12 giờ. Một nghiên cứu cho thấy, trung bình phụ nữ phải thay đổi cốc, ít hơn 2,8 lần so với khi sử dụng tampon hay băng vệ sinh, nguy cơ bị rò rỉ ít hơn 0,5 lần. Một nghiên cứu khác cho thấy những phụ nữ sử dụng tampon và có dòng chảy kinh nguyệt "từ trung bình đến nhiều" có nhiều khả năng sử dụng cốc nguyệt san, cũng như phụ nữ trên 40 tuổi.
Một số khác cho biết họ thích cốc nguyệt san vì không chứa hóa chất tạo hương, chất tẩy trắng hoặc vật liệu sợi nào có thể gây nhạy cảm hoặc dị ứng. Ngoài ra, cốc nguyệt san mềm, linh hoạt có thể được dùng trong khi giao hợp vào những ngày kinh nguyệt, giúp trải nghiệm giữa phụ nữ và đối tác của họ ít bị xáo trộn hơn.
Đối với một số phụ nữ, cốc nguyệt san khó đưa vào và tháo ra hơn so với băng vệ sinh nhưng những khó khăn này có thể được giải quyết bằng giáo dục về cơ thể và nguyên tắc sử dụng của sản phẩm. Ngoài ra, một trong những nhược điểm chính được đưa ra trong cuộc khảo sát là cần phải làm sạch sản phẩm này để có thể tái sử dụng, điều này dễ dàng khắc phục bằng cách sử dụng loại cốc dùng một lần.
Bất kể lựa chọn nào khi bước vào chu kỳ kinh nguyệt, hãy đảm bảo rửa tay trước và sau khi thay băng vệ sinh vài tiếng một lần để ngăn ngừa nhiễm trùng. Với tất cả sản phẩm phục vụ chu kỳ kinh nguyệt, điều quan trọng là phụ nữ được giáo dục những lựa chọn này để có thể kiếm soát chu kỳ kinh nguyệt tốt hơn thay vì bị kiếm soát.

## Phân loại

### Băng vệ sinh dùng một lần

#### Nguyên liệu
Mặc dù các nhà sản xuất thường miễn cưỡng tiết lộ thành phần chính xác của sản phẩm của họ, các nguyên liệu chính thường là rayon được tẩy trắng (cellulose làm từ bột gỗ), cotton và nhựa. Ngoài ra, có thể thêm các chất thơm và các chất kháng khuẩn. Những phần từ nhựa là màng đáy chống thấm (backsheet) và bột polymer như một chất hấp thụ bổ sung mạnh mẽ (các polymer siêu bám) biến thành gel khi được làm ẩm. Procter & Gamble ang quảng cáo một vật liệu độc quyền được gọi là infinicel làm lõi trong miếng lót của hãng.
Nói chung, các lớp như sau: "Một vật liệu cốt lõi thấm hút đặt giữa mặt trên cùng có chất dẻo linh hoạt và một lớp màng đáy chống thấm chứa chất dẻo không thấm nước có lớp keo dính ngoài cùng để dán băng vệ sinh với quần lót". Cũng giống như trường hợp tái chế tã giấy và tampon rất khó khăn và hiếm khi được thực hiện vì lý do chi phí mặc dù giải pháp có tài liệu làm chứng cứ xuất hiện là có thật.
Nếu không được đổ trong một bãi chôn rác thải, nhũng thành phần không phân hủy sinh họccó thể kéo dài hàng ngàn năm, các sản phẩm vệ sinh thông thường tốt nhất có thể được "nhiệt tái chế" (đốt). Các giải pháp thân thiện với môi trường hơn có thể được tìm thấy trong miếng lót bằng bông 100%

#### Loại
Có nhiều loại băng vệ sinh dùng một lần khác nhau::
- Băng vệ sinh hàng ngày (Panty liner) – Được thiết kế để thấm hút các chất dịch âm đạo tiết ra hàng ngày như khí hư, máu ra ít vào cuối chu kỳ kinh, dịch âm đạo, nước tiểu không kiểm soát ra ít hoặc dùng dự phòng chống trào nếu sử dụng tampon hoặc cốc nguyệt san.
- Băng siêu mỏng (Ultra-thin) – Một miếng lót rất nhỏ gọn (mỏng) dùng như vật thấm hút giống Regular hoặc miếng Maxi/Super nhưng với khối lượng chất lỏng được ít hơn.
- Băng vệ sinh loại thường (Regular) – Một miếng lót thấm hút tầm trung.
- Băng vệ sinh siêu thấm (Maxi/Super)– Miếng lót thấm hút lớn hơn, hữu dụng cho những ngày đầu của chu kỳ kinh khi lượng máu ra nhiều nhất.
- Băng vệ sinh đêm (Overnight) – Miếng băng dài hơn cho phép bảo vệ nhiều hơn trong khi người mặc đang nằm, với khả năng thấm hút thích hợp để sử dụng qua đêm.
- Băng lót sản phụ (Maternity) – Thường dài hơn miếng băng Maxi/Super một chút và được thiết kế cho việc mặc để thấm hút sản dịch (chảy máu sau khi sinh) và cũng có thể thấm hút nước tiểu.

Hình dạng, độ thấm và độ dài có thể khác nhau tùy thuộc vào nhà sản xuất, kích cỡ nhỏ nhất đến lớn nhất từ loại hàng ngày cho tới loại ban đêm. Những miếng lót dài đem lại sự bảo vệ tăng cường cho những phụ nữ mà quần lót có thể không được bảo vệ hoàn toàn bởi những miếng lót dài thông thường, cũng như dùng để thấm hút qua đêm khi ngủ.
Các lựa chọn khác thường được cung cấp trong một dòng băng vệ sinh từ nhà sản xuất, chẳng hạn cánh hoặc miếng dính quanh viền quần lót để thêm bảo vệ chống tràn và giúp giữ miếng lót đúng vị trí. Chất khử mùi cũng được thêm vào một số miếng băng, được thiết kế để giảm bớt mùi máu kinh nguyệt với hương thơm nhẹ. Thậm chí có những quần panty liner được thiết kế đặc biệt để mặc với một dây/G-string.

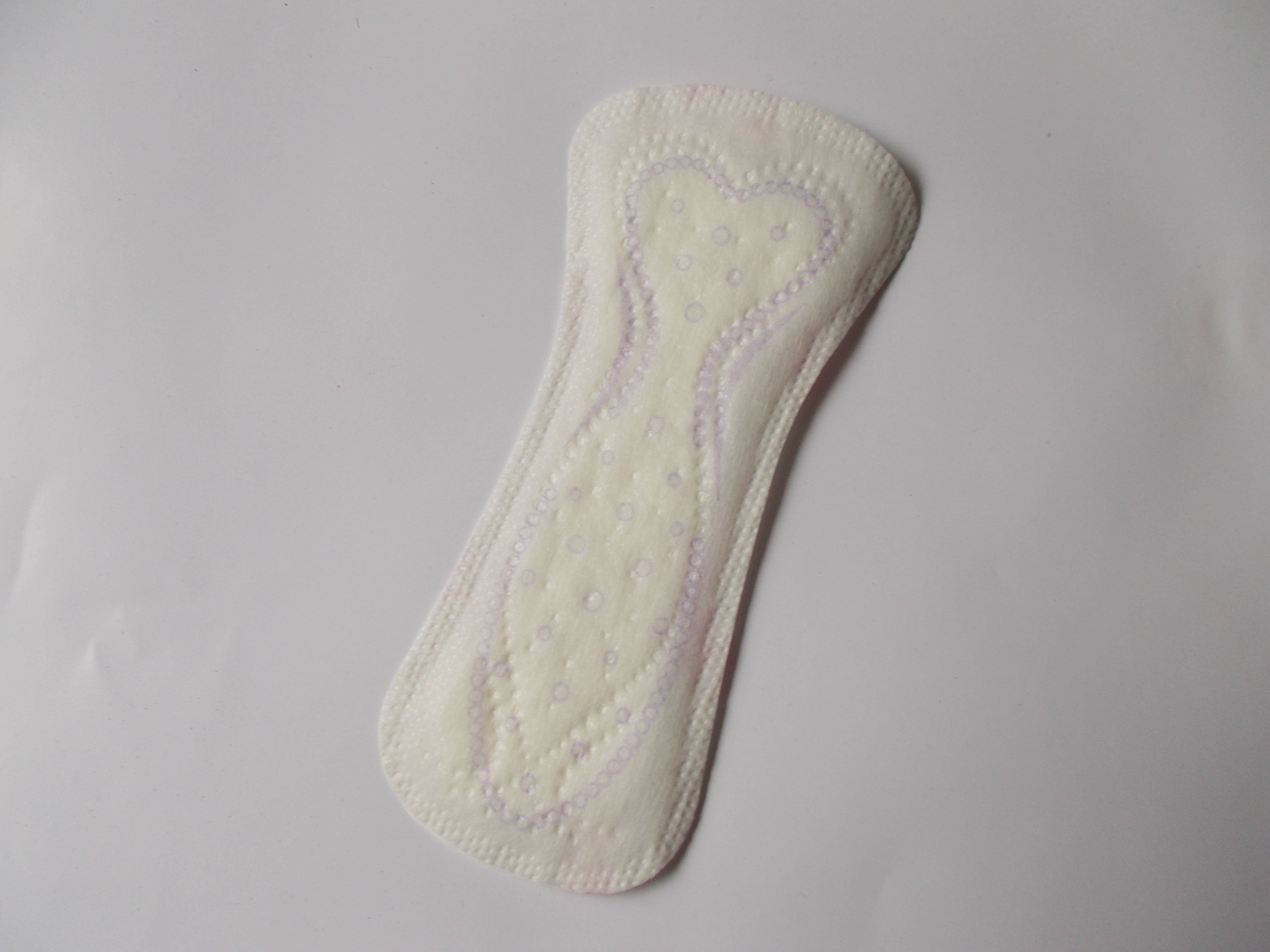
Băng vệ sinh hàng ngày (panty liner)
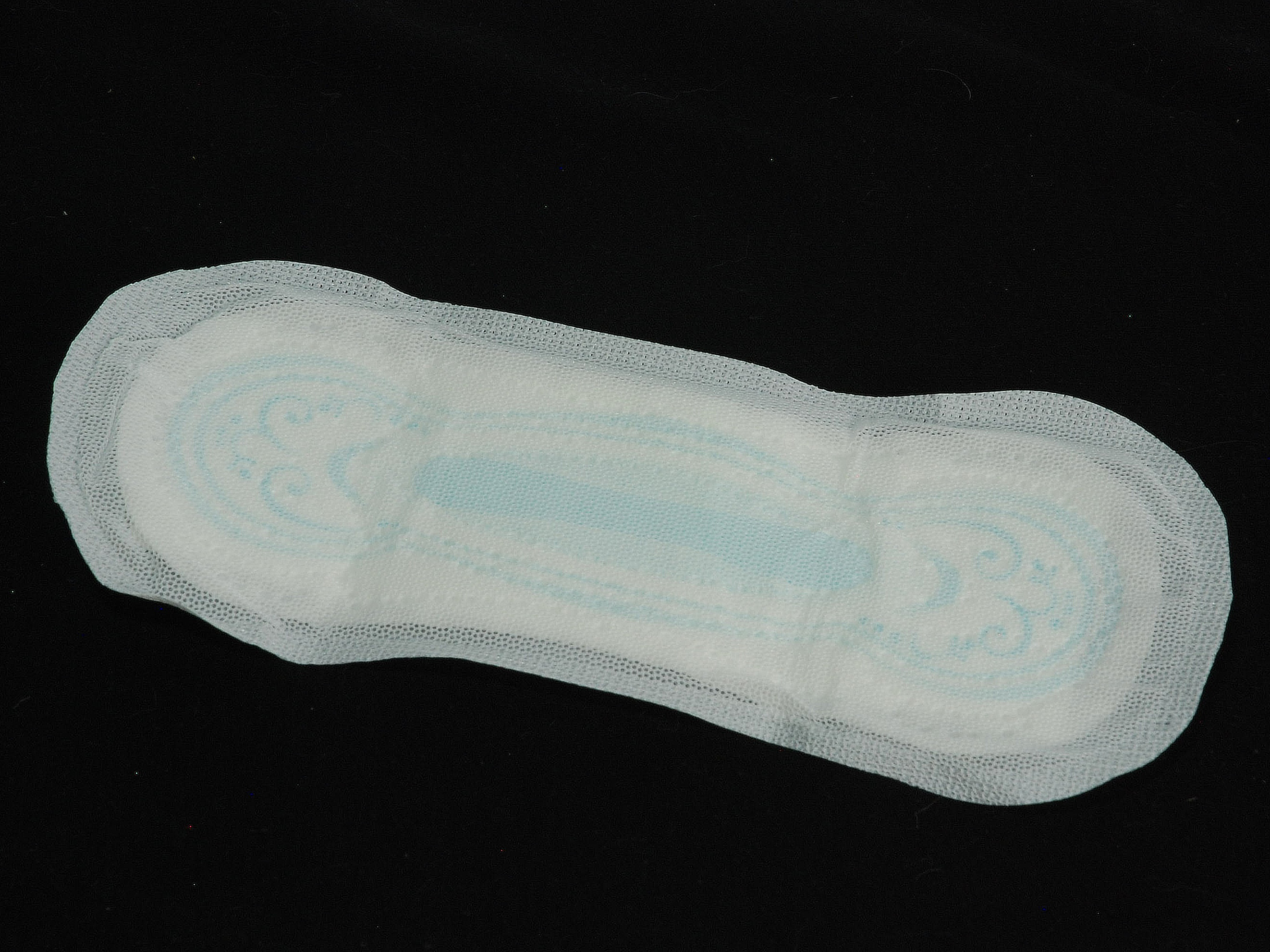
Băng vệ sinh loại siêu mỏng
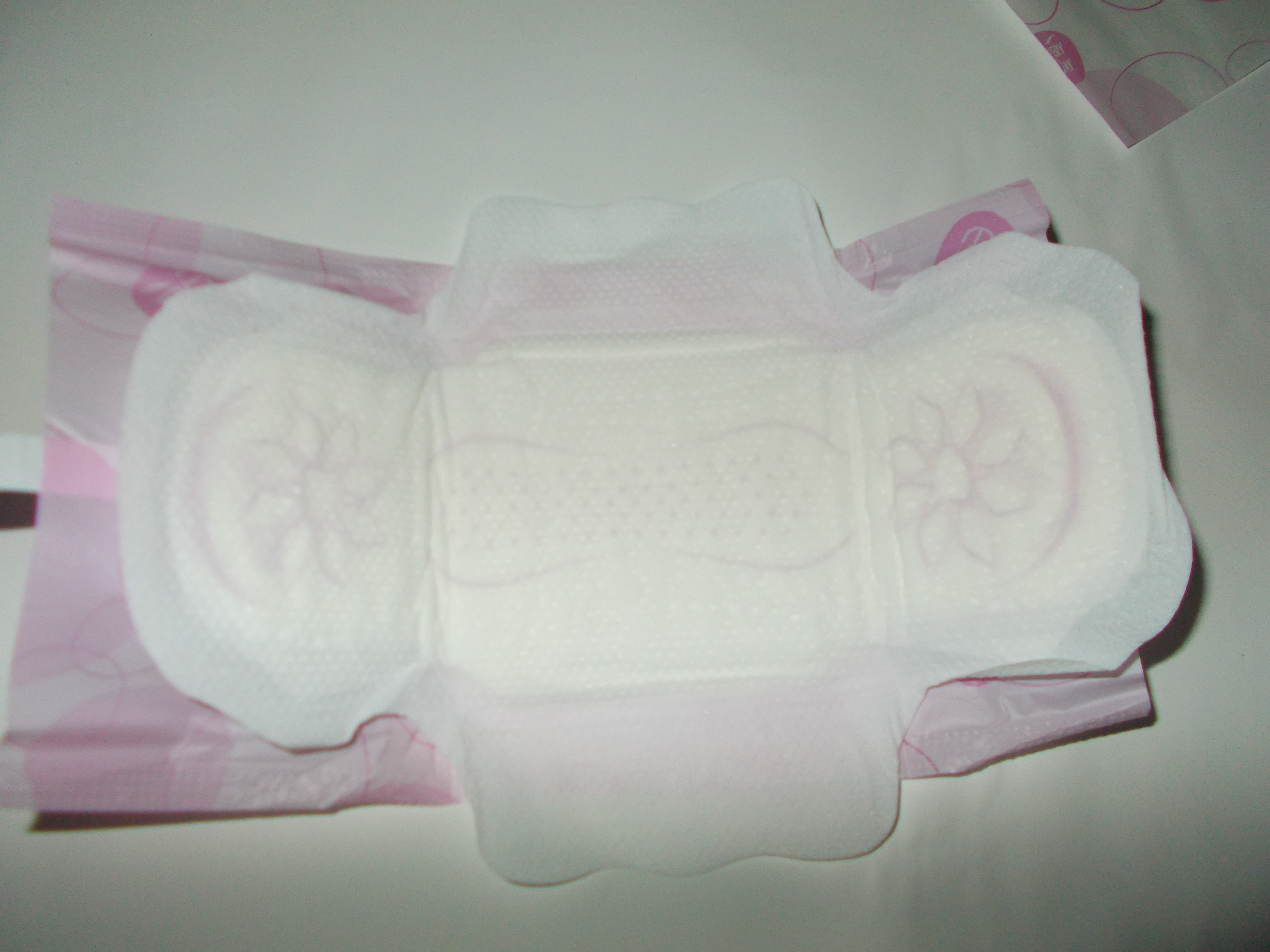
Băng vệ sinh cỡ vừa (regular)
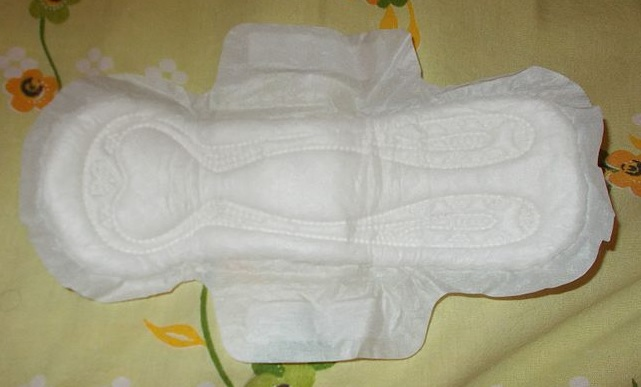
Băng vệ sinh cỡ lớn loại dùng buổi đêm

### Băng vệ sinh vải

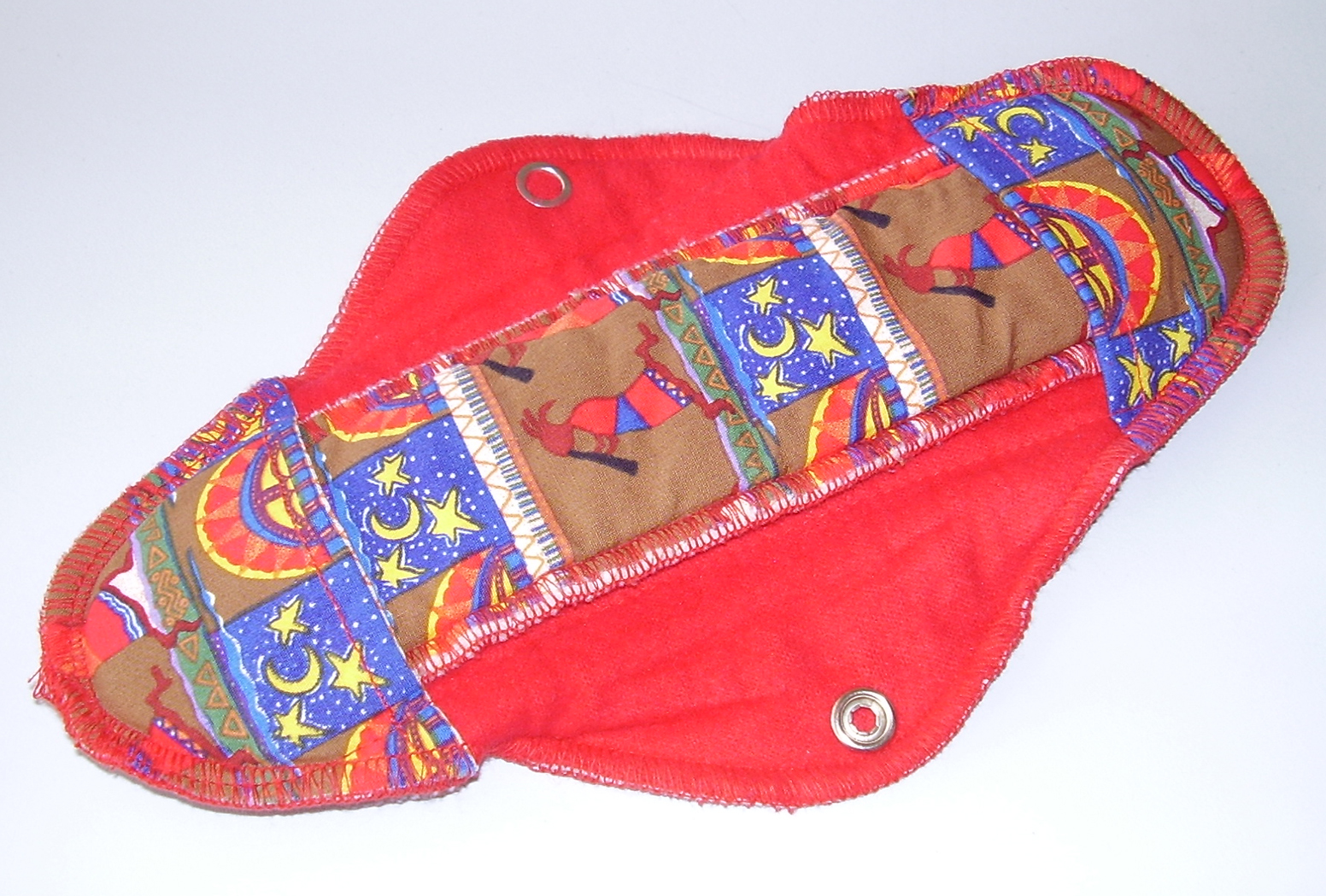
Băng vệ sinh bằng vải có thể tái sử dụng với họa tiết thêu ren rời Kokopelli.

Có một số nghiên cứu xem xét việc cung cấp cho phụ nữ các loại băng vệ sinh vải có thể tái sử dụng được thiết kế dành riêng cho phụ nữ tại một số quốc gia bị hạn chế với việc tiếp cận được các sản phẩm băng vệ sinh. Các vật liệu tương tự hoặc gần giống với tã vải. Những loại vải kinh nguyệt này thường an toàn để sử dụng và nhiều phụ nữ dường như thích chúng.
Nguy cơ y tế lớn nhất với bất kỳ sản phẩm vệ sinh kinh nguyệt nào tiếp xúc với vùng kín là vấn đề thấm hút không tốt. Nếu vải hoặc miếng lót ướt, nó sẽ gây kích ứng da. Ngoài ra còn có tình trạng kích ứng với chất liệu, nhưng điều đó ít phổ biến hơn nhiều.